# Comportamento de manada
Comportamento de manada ou efeito manada refere-se a situações em que indivíduos, quando em grupo, reagem em bloco, todos da mesma forma, embora não exista uma direção planejada.
O termo se refere originalmente ao comportamento animal; por analogia, também se aplica ao comportamento humano, em situações tais como a ocorrência de uma bolha especulativa. Neste caso, diz respeito ao comportamento de agentes econômicos, em um contexto de informação assimétrica ou incerteza, quando uma grande parcela dos agentes participantes de um dado mercado não tem informações suficientes para a tomada de decisão — acerca do mercado de ações, mercado cambial ou o mercado de crédito, por exemplo — e cada agente decide imitar a decisão de outros, supostamente mais bem informados, ou seguir a maioria.